# Frank Lane Wolford

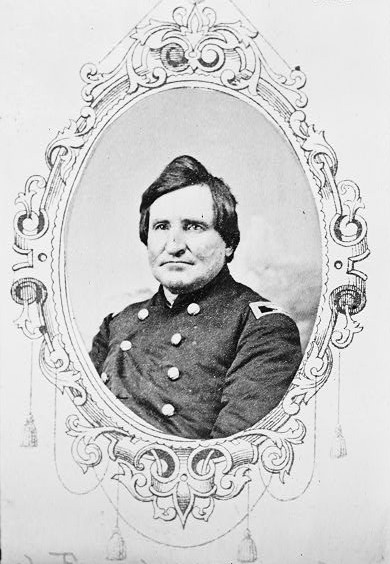
Frank Lane Wolford

Frank Lane Wolford (* 2. September 1817 bei Columbia, Kentucky; † 2. August 1895 ebenda) war ein US-amerikanischer Politiker. Zwischen 1883 und 1887 vertrat er den Bundesstaat Kentucky im US-Repräsentantenhaus.

## Werdegang
Frank Wolford besuchte die öffentlichen Schulen seiner Heimat. Nach einem anschließenden Jurastudium und seiner Zulassung als Rechtsanwalt begann er in Liberty in diesem Beruf zu arbeiten. Gleichzeitig schlug er eine politische Laufbahn als Mitglied der Demokratischen Partei ein. Zwischen 1847 und 1866 war er viermal Abgeordneter im Repräsentantenhaus von Kentucky. Während des Bürgerkrieges war Wolford zwischen 1861 und 1864 Oberst eines Kavallerieregiments im Heer der Union. Von 1867 bis 1868 war er als Adjutant General Leiter der Nationalgarde von Kentucky.
Bei den Kongresswahlen des Jahres 1882 wurde Wolford im elften Wahlbezirk von Kentucky in das US-Repräsentantenhaus in Washington, D.C. gewählt, wo er am 4. März 1883 die Nachfolge von Landaff Andrews antrat. Nach einer Wiederwahl im Jahr 1884 konnte er bis zum 3. März 1887 zwei Legislaturperioden im Kongress absolvieren. Bei den Wahlen des Jahres 1886 unterlag er dem Republikaner Hugh F. Finley. In der Folge praktizierte Wolford wieder als Anwalt.